# Christina de Holstein-Gottorp
Christina de Holstein-Gottorp (13 aprilie 1573 – 8 decembrie 1625) a fost regină consort a Suediei ca soție a regelui Carol al IX-lea al Suediei. A fost regentă a Suediei și mama regelui Gustavus Adolphus al Suediei. 

## Biografie
Christina a fost fiica lui Adolf, Duce de Holstein-Gottorp și a Christinei de Hesse, fiica lui Filip I, Landgraf de Hesse. În 1586 a fost propusă ca mireasă pentru Sigismund al Poloniei, însă planurile de nuntă nu s-au materializat. La 8 iulie 1592 ea a devenit a doua soție a lui Carol, Duce de Södermanland, care în 1599 a devenit regent al Suediei iar în 1604 rege. Ea a fost încoronată împreună cu el la catedrala Uppsala în 1607. Potrivit legendei, ea și-a încurajat soțul să cucerească tronul de la Sigismund în 1598 pentru că era dezamăgită că planul de nuntă nu a avut loc.

### Regină

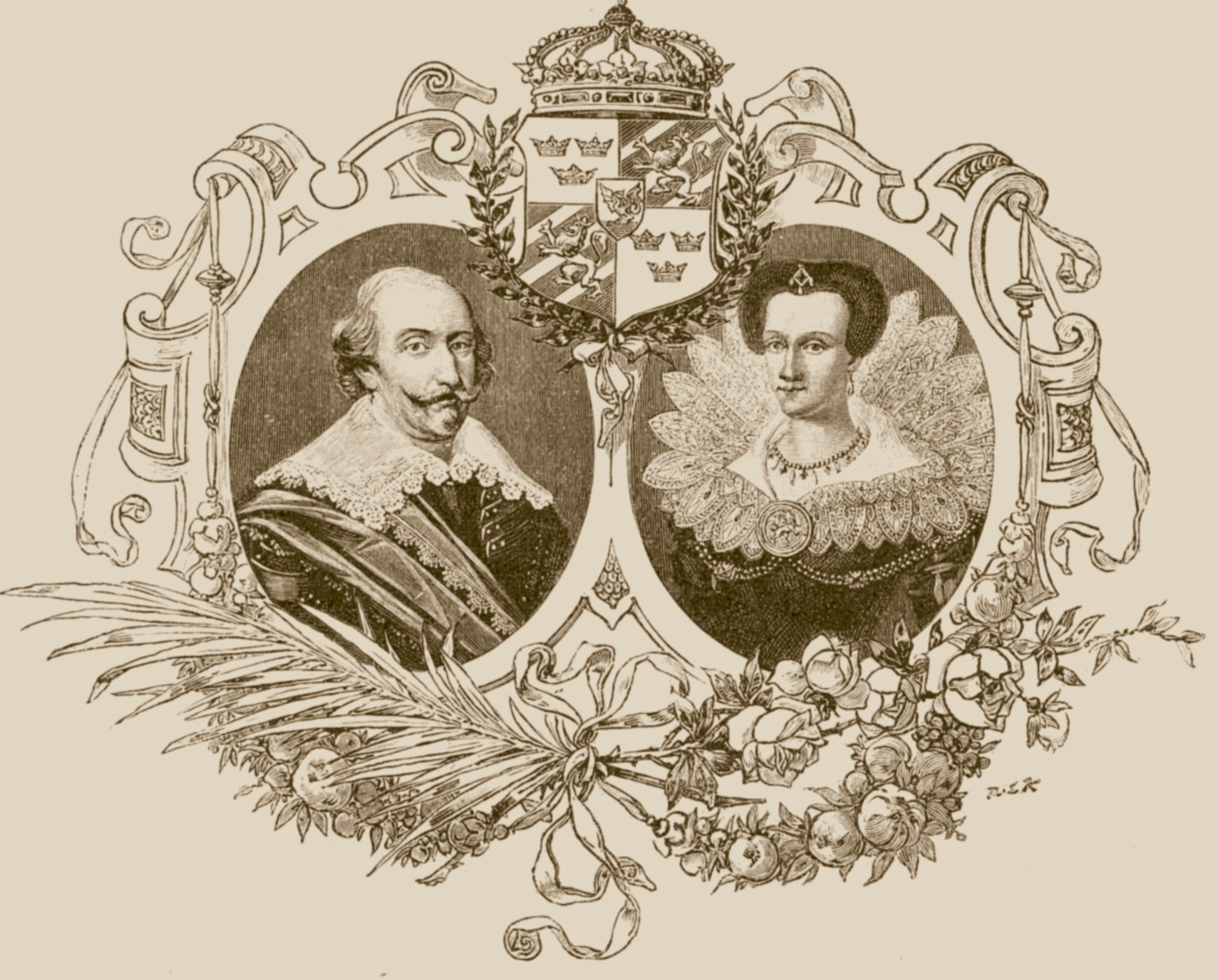
Christine von Holstein-Gottorp și Carol al IX-lea al Suediei

Regina Christina a fost o persoană dominatoare, cu o voință puternică și cu un puternic simț al economiei. Ea a fost respectată și temută. A fost descrisă ca dură, încăpățânată și zgârcită și s-a afirmat că în timp ce fosta soție a soțului ei mereu a încercat să-l convingă să arate clemență în acțiunile sale, Christina a făcut opusul. Ea a executat un control foarte strict asupra curții, care este ilustrat de anecdota că ea măsura personal până și firul de cusut pentru slujitorii ei. Mariajul ei a fost descris ca fiind fericit, cei doi având personalități foarte asemănătoare. Ea l-a însoțit în Estonia și Finlanda în 1600-1601.
Nu se consideră că regina Christina și-ar fi dominat soțul, care, de asemenea, era dominant și temperamental, însă ea nu a fost lipsită de influență politică. Deși soțul ei nu a lăsat-o să dicteze politica, el i-a cerut sfatul în probleme politice. În timpul războiului cu Danemarca el a ignorat sfatul ei și a ajuns să intre în conflict cu ea, deoarece el a suspectat-o a fi pro-daneză. În 1604, Carol al IX-lea a lăsat instrucțiuni prin care ea ar fi trebuit să fie regenta în cazul în care el moare iar fiul și moștenitorul lor era încă minor. În 1605 ea a acționat ca regentă în timpul absenței soțului ei.
Este cunoscut faptul că ea ar fi împiedicat alegerea fiului ei mai mic Carol Filip pe tronul Rusiei în 1610-1612 ținându-l acasă când ar fi trebuit să fie trimis la Moscova. Potrivit relatărilor ea a răsuflat ușurată când afacerea a fost încheiată în 1614.
După decesul soțului ei în 1611, ea a devenit regentă în timpul minoratului fiului ei. Ea a împărțit regența cu Johann, Duce de Ostrogothia. Totuși, cum fiul ei era aproape de vârsta legală, domnia ei nu a durat mai mult decât perioada octombrie-decembrie a anului respectiv.
În timpul primilor ani ai domniei fiului ei ea a fost considerat de unii conducătorul real aflat în spatele tronului, chiar dacă ea nu mai era în mod oficial regentă. Cu siguranță ea și-a sfătuit fiul: de exemplu, el i-a cerut sfatul sfatul în ceea ce privește căsătoria fiicei ei în 1612, care s-a dovedit a provoca un conflict cu biserica luterană. 
Ca regină-mamă este cunoscut că ea a împiedicat căsătoria fiului ei cu Ebba Brahe, o aventură care a durat între 1613-1615. Ea a preferat un beneficiu politic dintr-o căsătorie dinastică și i-a fost teamă față de complicațiile unei căsătorii cu un nobil. 
Ca văduvă ea a servit ca regentă pentru fiul ei mai mic, Carol Filip, Duce de Södermanland, în ducatul de Södermanland din 1611 până în 1622. A locuit la castelul Nyköping.
În 1622, fiul ei cel mic a murit iar ea s-a retras din viața publică. După moartea lui, căsătoria lui secretă cu Elisabet Ribbing a fost descoperită iar Christine a devenit tutorele fiicei lui, Elisabet Carlsdotter Gyllenhielm (1622–1682).